# Санг Йонг Корандо
„Корандо“ (Korando) e модел високопроходим автомобил, произвеждан от специализираната в производството на SUV южнокорейска компания „Санг Йонг“ (SsangYong Motor) от 1983 до 2006 г. и отново от 2010 г. и понастоящем.
Името Korando е абревиатура от „Korea Can Do“. То е записано в книгата на рекордите на Гинес като „най-старата съществуваща и до днес марка в Корея“.